# 島田 (名古屋市)
島田（しまだ）は、愛知県名古屋市天白区の地名。現行行政地名は天白町大字島田および島田一丁目から島田五丁目。住居表示未実施。

## 地理
島田一丁目から五丁目は名古屋市天白区中央部に位置する。東は池場一丁目・池場二丁目・池場五丁目、西は天白町大字島田・海老山町、南は高宮町に接する。
天白町大字島田は天白公園の一部および天白川部分に存在する。

### 小字
- 大下（おおした）
- 曲尺手（かねのて）
- 黒石（くろいし）
- 中曽根（なかそね）
- 保呂（ほろ）
- 山の杁（やまのいり）

### 河川
- 天白川
- 地蔵川[2] - 下流。暗渠化されている

## 歴史

### 町名の由来
古代、年魚市潟（）の隆起していたところは輪中のようになっていて、高いところが居住地で、低いところで稲作をして、周囲は堤防で海水の浸入を防いでいた。こうしたところにつけられた名称であった「嶋つ田」が転化し、島田と呼ばれるようになった。
現代では濁点をつけた『しまだ』が読みとなっているが、かつては『しまた』と呼ばれていた。

### 沿革

#### 天白町大字島田
- 1889年（明治22年）10月1日 - 合併に伴い、愛知郡島田村が同郡島野村大字島田となる[6]。
- 1906年（明治39年）5月10日 - 合併に伴い、愛知郡天白村大字島田となる[6]。
- 1955年（昭和30年）4月5日 - 名古屋市昭和区編入に伴い、同区天白町大字島田となる[6]。
- 1965年（昭和40年）1月27日 - 一部より一つ山が成立[7]。
- 1969年（昭和44年）6月25日 - 一部より山郷町が成立[6]。
- 1970年（昭和45年）2月24日 - 一部より高坂町・御前場町・大根町が成立、一部を久方二丁目へ編入[7][6]。
- 1972年（昭和47年）8月10日 - 一部より山根町・西入町が成立[6]。
- 1975年（昭和50年）2月1日 - 行政区変更に伴い、天白区所属となる[6]。
- 1976年（昭和51年） - 2月24日、現在の天白区役所天白区役所および天白保健所の合同庁舎が完成し、3月1日に業務を開始する（当時、大字島田字西寄鷺）[8]。
- 1978年（昭和53年）8月7日 - 一部より土原一～五丁目が成立[6]。

#### 島田
- 1983年（昭和58年）8月7日 - 天白区天白町大字島田の一部により、同区島田四丁目が成立する[6]。
- 1984年（昭和59年）7月8日 - 天白町大字島田の一部を島田四丁目に編入する[6]。また、天白町大字島田の一部により、島田一丁目・島田二丁目・島田三丁目・島田五丁目がそれぞれ成立する[6]。

## 世帯数と人口
2019年（平成31年）1月1日現在の世帯数と人口は以下の通りである。
| 丁目       | 世帯数    | 人口    |
| ---------- | --------- | ------- |
| 島田一丁目 | 221世帯   | 546人   |
| 島田二丁目 | 546世帯   | 1,153人 |
| 島田三丁目 | 149世帯   | 308人   |
| 島田四丁目 | 479世帯   | 1,071人 |
| 島田五丁目 | 192世帯   | 443人   |
| 計         | 1,587世帯 | 3,521人 |

### 人口の変遷
国勢調査による人口の推移
| 2000年（平成12年） | 3,515人 | [ WEB 6 ] |  |
| 2005年（平成17年） | 3,697人 | [ WEB 7 ] |  |
| 2010年（平成22年） | 3,565人 | [ WEB 8 ] |  |
| 2015年（平成27年） | 3,495人 | [ WEB 9 ] |  |

## 学区
市立小・中学校に通う場合、学校等は以下の通りとなる。また、公立高等学校に通う場合の学区は以下の通りとなる。
| 丁目       | 番・番地等 | 小学校               | 中学校               | 高等学校 |
| ---------- | ---------- | -------------------- | -------------------- | -------- |
| 島田一丁目 | 全域       | 名古屋市立天白小学校 | 名古屋市立天白中学校 | 尾張学区 |
| 島田二丁目 | 全域       | 名古屋市立天白小学校 | 名古屋市立天白中学校 | 尾張学区 |
| 島田三丁目 | 全域       | 名古屋市立天白小学校 | 名古屋市立天白中学校 | 尾張学区 |
| 島田四丁目 | 全域       | 名古屋市立天白小学校 | 名古屋市立天白中学校 | 尾張学区 |
| 島田五丁目 | 全域       | 名古屋市立天白小学校 | 名古屋市立天白中学校 | 尾張学区 |

## 交通
- 愛知県道59号名古屋中環状線[9]
- 愛知県道221号岩崎名古屋線[9]

## 施設

### 島田
- 名古屋銀行島田支店[9]
- 天白区役所[9]
- 天白保健センター[9]
- 天白福祉事務所[9]
- 島田橋住宅[9]
- あいち銀行島田支店[9]
- 天白保育園[9]
- 島田神社[9]
- 曹洞宗地蔵寺[9]
- 天白コミュニティセンター[9]
- 天白郵便局[9]

### 天白町大字島田
- 天白川緑地[9]
- 天白公園

## 史跡
- 島田城址[9]

## その他

### 日本郵便
- 郵便番号 : 468-0056[WEB 3]（集配局：天白郵便局[WEB 12]）。

### WEB
1. ↑  “愛知県名古屋市天白区の町丁・字一覧”.   人口統計ラボ. 2017年10月7日閲覧。
2. 1 2  “町・丁目(大字)別、年齢(10歳階級)別公簿人口(全市・区別)”.   名古屋市 (2019年1月23日). 2019年1月23日閲覧。
3. 1 2  “郵便番号”.  日本郵便. 2019年2月10日閲覧。
4. ↑  “市外局番の一覧”.   総務省. 2019年1月6日閲覧。
5. 1 2  名古屋市役所市民経済局地域振興部住民課町名表示係 (2015年10月21日). “天白区の町名一覧”.   名古屋市. 2017年10月7日閲覧。
6. ↑  名古屋市役所総務局企画部統計課統計係 (2005年7月1日). “（刊行物）名古屋の町(大字)・丁目別人口 (平成12年国勢調査) 天白区” (xls). 2017年10月8日閲覧。
7. ↑  名古屋市役所総務局企画部統計課統計係 (2007年6月29日). “平成17年国勢調査　名古屋の町(大字)別・年齢別人口 天白区” (xls). 2017年10月8日閲覧。
8. ↑  名古屋市役所総務局企画部統計課統計係 (2012年6月29日). “平成22年国勢調査　名古屋の町(大字)別・年齢別人口 天白区” (xls). 2017年10月8日閲覧。
9. ↑  名古屋市役所総務局企画部統計課統計係 (2017年7月7日). “平成27年国勢調査　名古屋の町(大字)別・年齢別人口” (xls). 2017年10月8日閲覧。
10. ↑  “市立小・中学校の通学区域一覧”.   名古屋市 (2018年11月10日). 2019年1月14日閲覧。
11. ↑  “平成29年度以降の愛知県公立高等学校（全日制課程）入学者選抜における通学区域並びに群及びグループ分け案について”.   愛知県教育委員会 (2015年2月16日). 2019年1月14日閲覧。
12. ↑  郵便番号簿 平成29年度版 - 日本郵便. 2019年02月10日閲覧 (PDF)

### 文献
1. 1 2  「角川日本地名大辞典」編纂委員会 1989, p. 1474.
2. ↑  “愛知郡村邑全図　島田村”. websv.aichi-pref-library.jp. 2023年11月4日閲覧。
3. ↑  年魚市潟（）とは、氷河期の終わりに縄文海進と呼ばれる海面上昇により出現した旧愛知郡一帯にかけて広がっていた干潟のこと。
4. ↑  天白区の町名の由来 - 名古屋市Webサイト
5. ↑  『尾張美濃参河飛騨信濃五ケ国絵図』尾張藩、江戸後期 エラー: 日付が正しく記入されていません。（説明）。
6. 1 2 3 4 5 6 7 8 9 10 11  名古屋市計画局 1992, p. 873.
7. 1 2  名古屋市計画局 1992, p. 872.
8. ↑  名古屋市会事務局 1995, p. 39.
9. 1 2 3 4 5 6 7 8 9 10 11 12 13 14 15  「角川日本地名大辞典」編纂委員会 1989, p. 1473.